# IC 2045
IC 2045 ist eine elliptische Galaxie vom Hubble-Typ E3 im Sternbild Eridanus am Südsternhimmel. Sie ist schätzungsweise 402 Millionen Lichtjahre von der Milchstraße entfernt und hat einen Durchmesser von etwa 120.000 Lj.

Im selben Himmelsareal befinden sich u. a. die Galaxien NGC 1535 und NGC 1538.
Das Objekt wurde am 20. Januar 1900 von Herbert Alonzo Howe  entdeckt.